# 红背山麻杆
红背山麻杆（学名：Alchornea trewioides）为大戟科山麻杆属下的一种灌木。别名红帽顶。叶阔卵形，下面浅红色。生于低山区、河谷两岸、山野阳坡的灌丛中。
以根和叶入药，制成的药材称为红背叶。